# Jakten på det gyllene slottet
Jakten på det gyllene slottet (norska: Askeladden – i Soria Moria slott) är en norsk fantasy och äventyrsfilm från 2019 i regi av Mikkel Brænne Sandemose. I huvudrollerna syns Vebjørn Enger och Eili Harboe. Detta är Sandemoses andra film om Askeladden och är uppföljare till Bergakungen från 2017.
Filmen vann pris för bästa filmmusik under Kanonprisen 2019 och nominerades också till publikpriset. Under Amandaprisen 2020 vann den i kategorin för bästa visuella effekter och nominerades i ytterligare sex kategorier.

## Handling
Konungen och drottningen är förgiftade, Espen Askeladds bröder är misstänkta för ogärningen, och kungariket är hotat av främmande charlataner på jakt efter makt och rikedom. Prinsessan Kristin och Espen ger sig ut på en farlig resa för att söka efter slottet Soria Moria och källan till Livets vatten – det enda som nu kan rädda kungariket.

## Rollista
- Vebjørn Enger – Espen Askeladd
- Eili Harboe – prinsessa Kristin
- Mads Sjøgård Pettersen – Per
- Elias Holmen Sørensen – Pål
- Thorbjørn Harr – Askeladdens pappa
- Gard B. Eidsvold – kung Erik
- Petronella Barker – drottning Viktoria
- Gisken Armand – stubbkärringen
- Knut Walle – fader i huset
- Frode Birkeland – fader i huset
- Julius Novák – fader i huset
- Ragnar Holen – fader i huset
- Magne Lindholm – adelsman
- Gabriel Andrews – adelsman
- Bjarne Hjelde – adelsman
- Andrea Miltner – adelskvinna
- Abigail Rice – adelskvinna
- Alexandra Gjerpen – Solfrid
- Rune Hagerup – Cato
- Erik Hivju – kungens livmedikus
- Vegar Hoel – skogshuggarförman
- Sidse Babett Knudsen – Ohlmann
- Adam Kralovic – Nils
- Daniel Krecmar – prins Raul
- Sigurd Holmen garvade Dous – Mikkelsen
- Tómas Lemarquis – Fossegrimen
- Cyron Melville – Mogens
- Björn Myrene – vakt
- Jan Gunnar Røise – budbärare
- Iva Sindelková – Hoity Toity
- Magdalena Sittova – Cecilie
- Christian Skolmen – Svein
- Jonas Strand Gravli – tjänare
- Jonathan Tufvesson – den svenska prinsen
- Nils Utsi – sjöman